# 漂流瓶 (网站)
漂流瓶是QQ邮箱提供的一种匿名倾诉工具。該工具於2010年9月28日上線。用戶使用此工具时不会泄露自己的QQ号码，用户可以通過漂流瓶进行匿名交流。同时此功能可以给用户自动推送漂流瓶。

2019年6月24日，QQ邮箱漂流瓶功能终止服务。

## 漂流瓶可以发送的内容
目前漂流瓶可以发送140个以内的文字，以及图片和表情。

## 漂流瓶的到达方式
漂流瓶有两种到达方式：第一种是用户通过“捞瓶子”功能主动搜寻漂流瓶。每个用户每天默认情况下可以获得6个渔网（即6次捞瓶机会），并可用积分兑换捞瓶次数。第二种到达方式是漂流瓶被随机“冲”到用户的“海滩”上。

## 漂流瓶的发出方式
用户可以通过漂流瓶网站中的“扔一个”功能来发出漂流瓶。

### 可以发出的瓶子类型
1. 同城瓶：这种瓶子可以自动发送到与用户处于同一个城市的用户。
2. 提问瓶：这种瓶子用于向其他用户提出问题。
3. 祝愿瓶：可用于发送祝愿。
4. 发泄瓶：可用于发泄。这种瓶子不会自动推送到其他用户，但可以被其他用户通过“捞瓶子”功能主动搜索到。
5. 真话瓶：在发送这种瓶子时，系统会向用户提出问题，用户回答这个问题。或者用户也可以通过此类瓶子向其他用户提问。
6. 暗号瓶：这类瓶子会被扔出带有同一暗号的瓶子的用户收到。
7. 传递瓶：这种瓶子可以把一个话题由多位用户传递。

## 漂流瓶的回复方式
用户收到漂流瓶后，可以在输入框中输入内容给出回复。对于不想回复的瓶子，可以使用“扔回海里”功能退回，或者使用“厌恶”功能将其彻底删除。或者还可以使用“举报”功能来举报带有不良内容的漂流瓶。

## 用户等级

### 等级的计算方法
1. 某个瓶子如果收到回复，加1分。同一瓶子被多次回复不重复加分。
2. 如果被其他用户加为好友，加1分。被同一个用户多次加好友不重复加分。

### 积分与等级的关系
30分以下是等级1，30分及以上是等级2。

### 等级2的用户权限
等级2及以上的用户可以使用“天气海滩”功能，可以根据在漂流瓶中所设置的归属地在自动显示与实时所在位置对应的天气的海滩。

## 停止服務
微信也有漂流瓶功能，微信團隊發現有用戶通過漂流瓶發送色情信息以及嫖娼廣告。2019年5月，微信漂流瓶率先下線。2019年6月24日，QQ邮箱漂流瓶功能终止服务。